# Ильинское (Немский район)
Ильи́нское — село в Немском районе Кировской области России, образовывало до 2021 года Ильинское сельское поселение.

## География
Село расположено в 47 км на север от райцентра Нема.

## История
В 1721 близ починка Сосновка (позднее Большое Шимбаево) была построена деревянная Ильинская церковь.  Первоначально при церкви жили исключительно одни церковнослужители. Первые местные жители из числа крестьян были  выходцами из соседних починков "По Вое реке" (позднее Перебор) и  ""На Усть Вомы речки" (позднее Жгули). К 1748 село Ильинское уже было центром Ильинской волости русских ясашных крестьян. Статус и границы сельского поселения установлены Законом Кировской области от 07.12.2004 № 284-ЗО.
К 2021 году упраздняется в связи с преобразованием муниципального района в муниципальный округ.

## Население
| 2010 | 2012 | 2013 | 2014 | 2015 | 2016 | 2017 |
| ---- | ---- | ---- | ---- | ---- | ---- | ---- |
| 592  | ↗598 | ↘580 | ↘563 | ↘546 | ↘528 | ↘524 |
| 2018 | 2019 | 2020 | 2021 |      |      |      |
| ↘502 | ↘485 | ↘467 | ↘421 |      |      |      |

## Известные уроженцы
- Кропачев Михаил Матвеевич (1902—1972), генерал-майор (род. в дер. Малое Шимбаево, ныне в составе с. Ильинского)
- Мартынов Валерий Иванович (1933—2015) — ученый-филолог, поэт
- Палкин, Николай Григорьевич (1913—1990), полный кавалер ордена Славы
- Шумилов Евгений Николаевич (1951—2021) — российский историк-медиевист

Литература: Шумилов Е. Н. История села Ильинского Немского района: через призму моей родословной // Обретение святых – 2021: сборник материалов XIII Межрегиональной церковно-научной конференции. г. Киров [Вятка], 16 октября 2021 г. Киров: «Лобань», 2022.C. 71 – 77.